# Aleksander Ścibor Marchocki
Aleksander Ścibor Marchocki herbu Ostoja –  pułkownik królewski, kasztelan żarnowski po ojcu Mikołaju 1713. 
Z żony Anny Hadziewicz miał córkę Ludwikę która wyszła za Józefa Kietlińskiego i dwóch synów. Z nich Mikołaj starosta Lelowski 1734, elektor 1733 z województwa ruskiego i Józef, dziedzic majątku Mietel, starosta grudniowski i lelowski.